# Манзіні Сандаунз
Манзі́ні Санда́унз — свазілендський футбольний клуб, який базується у місті Манзіні. До 2005 року, клуб мав назву Денвер Сандаунз.

## Історія
Команда була заснована в 1985 році в місті Манзіні під назвою Денвер Сандаунз, але в 2005 році змінила свою назву на теперішню. Це один з футбольних клубів, які представляють місто у Прем'єр-лізі, разом з Манзіні Вондерерз та Морськими пташками Манзіні. Манзіні Сандаунз двічі ставав чемпіоном Прем'єр-ліги та 9 разів здобував національний кубок.
Клуб брав участь у 4-х континентальних турнірах, але жодного разу так і не зміг подолати перший раунд турніру.

## Досягнення
- Свазілендська МТН Прем'єр-ліга:
  -  Чемпіон (2): 1989, 1990
  -  Срібний призер (2): 1992, 1996
  -  Бронзовий призер (2): 2010/11, 2011/12

- Кубок Свазіленду з футболу‎:
  -  Володар (3): 1988, 1991, 1992
  -  Фіналіст (4): 1987, 1993, 2004, 2007

- Благодійний Кубок Свазіленду:
  -  Володар (2): 1992, 2000
  -  Фіналіст (3): 2007, 2010, 2011

- Свазілендський кубок Торгової палати:
  -  Володар (4): 1990, 1992, 1998, 2006

## Статистика виступів на континентальних турнірах
| Сезон | Турнір                       | Раунд      | Клуб                 | Вдома | На виїзді | Загалом        |
| ----- | ---------------------------- | ---------- | -------------------- | ----- | --------- | -------------- |
| 1990  | Кубок африканських чемпіонів | Попередній | Арсенал (Масеру)     | 0-1   | 0-3       | 0-4            |
| 1991  | Кубок африканських чемпіонів | Попередній | Габороне Юнайтед     | 1-0   | 0-1       | 1-1 (5-4 пен.) |
| 1991  | Кубок африканських чемпіонів | 1          | Санрайз Флак Юнайтед | 2-1   | 0-6       | 2-7            |
| 1992  | Кубок володарів кубків КАФ   | Попередній | Клубе ді Газа        | 5-3   | 1-1       | 6-4            |
| 1992  | Кубок володарів кубків КАФ   | 1          | Кабве Ворріорз       | 1-3   | 1-3       | 2-6            |
| 1993  | Кубок володарів кубків КАФ   | Попередній | Джомо Космос         | 0-1   | 0-6       | 0-7            |

## Відомі гравці
- Лінох Магагула
- Мкхулісі Тхокозані